# 兵庫県立篠山鳳鳴高等学校

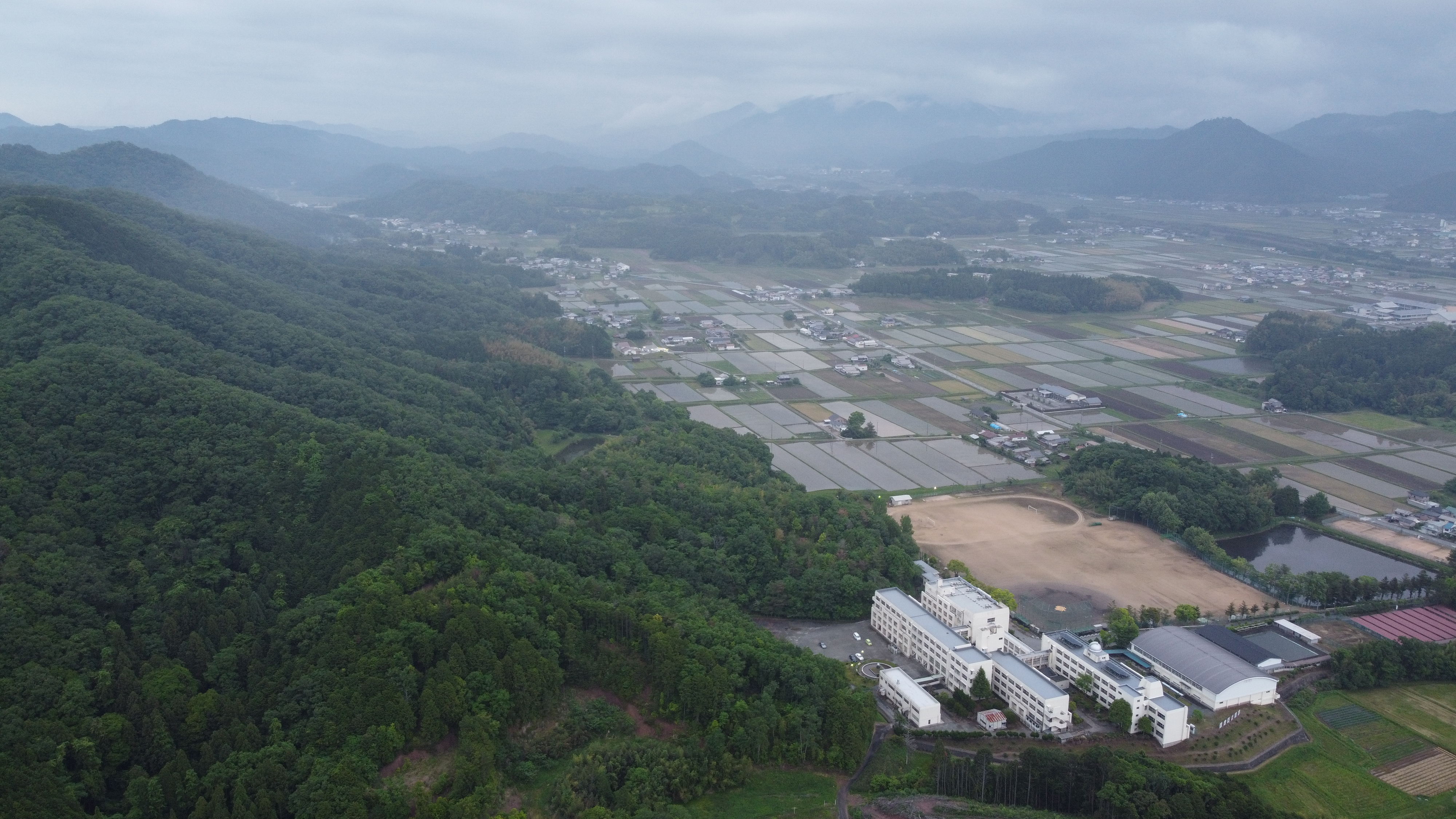
上空から見る兵庫県立篠山鳳鳴高等学校（空撮）

兵庫県立篠山鳳鳴高等学校（ひょうごけんりつ ささやまほうめいこうとうがっこう）は、兵庫県丹波篠山市大熊にある、県立全日制高等学校。

## 概要
本校の創立年は、旧篠山藩士の有志が篠山城下春日神社境内に私塾「篠山中年学舎」を興した1876年（明治9年）としている。したがって、2026年（令和8年）には創立150周年という大きな節目を迎えることになる。但し公式サイトの沿革にあるように、これは一旦公立に移管されたものの中学校設備規則発布により廃校の危機に直面したが、旧藩主の青山家当主青山忠誠はこれを遺憾とし、基金を募り、私財をも投じて「私立鳳鳴義塾」と改称し中学校教育を維持した。1899年（明治32年）私立の旧制中学校となり、1920年（大正9年）兵庫県に移管され、「兵庫県立鳳鳴中学校」となった。本校が主張する創立年に従えば、兵庫県内で一番古い高校になる。
1766年（明和3年）に創建された旧篠山藩の藩校「振徳堂」は、藩主青山忠高公により開校され、篠山有用の子弟養成を目指した点で篠山中年学舎と同様,連続性があるとする解釈もあり、公式サイトの沿革でも本校の源流としている。そこで、上野理一、法貴発、本郷房太郎らの藩校「振徳堂」出身者を本校出身者とみなすことがある。
昭和26(1951)年、「学校の教育方針と生徒の生活目標との融合一体を示すもの」として制定された“生徒信条”が、今日までの校風と本校の歩みを導いてきた。

　      生徒信条　「１．勉強第一　　２．正義の実行　　３．身体の強健」
（前身の藩校を源流とする本校の主な沿革）

1766年　藩校「振徳堂」創建
1876年　私塾篠山中年學舎（本校の創立）
1878年　多紀郡立篠山中年学舎（公立篠山中学校と改称）
1884年　私立鳳鳴義塾
1888年　北新町（北濠）に新校舎竣工
1899年　私立尋常中学鳳鳴義塾（旧制中学として発足）
1912年　多紀郡立高等女学校認可開校
1920年　兵庫県立鳳鳴中学校（兵庫県に移管）
1922年　兵庫県立篠山高等女学校
1948年　兵庫県立鳳鳴高等学校
1948年　兵庫県立篠山女子高等学校
1948年　兵庫県立篠山高等学校（両校統合により新制高校として発足）
1951年　生徒信条制定
1955年　兵庫県立篠山鳳鳴高等学校（現行の名称）
1956年　創立80周年記念式典
1966年　創立90周年記念式典
1973年　大熊新校舎移転
1976年　創立100周年記念式典
1986年　普通科「英語コース」、「理数コース」設置
1986年　創立110周年記念式典
1996年　120周年記念式典
2001年　秋田県立大館鳳鳴高等学校友好提携
2003年　普通科「国際共生コース」、「環境科学コース」に改称
2004年　オーストラリア・メルボルン市マルーンダーセカンダリーカレッジ姉妹校提携
2006年　創立130周年記念式典
2009年　「国際共生コース」募集停止
2011年　「環境科学コース」から「総合科学コース」に改編
2011年　制服デザイン変更
2014年（国指定）伝統文化教育　（県指定）大阪大学との高大連携
2015年（県指定）学力向上サポート事業
2016年　創立140周年記念式典

## 部活動
(各部の活動内容などの詳しい説明は、外部リンクの篠山鳳鳴高校公式サイトを参照)
運動部
- 硬式野球部
- 軟式野球部・・・平成６年全国高校軟式野球選手権大会出場
- ソフトボール部・・・第４回全国高校女子硬式野球選手権大会出場
- 男・女ソフトテニス部
- 男・女バレーボール部
- 男・女バスケットボール部
- 陸上競技部
- サッカー部
- 卓球部・・・昭和24年全国高校卓球選手権大会優勝
- 剣道部

文化部
- 吹奏楽部
- 自然科学部
- 合唱部
- 生活文化（茶道・華道・手芸）部
- かるた部
- 演劇部
- 放送部
- 写真部
- 文芸部
- 美術部
- インターアクト部
- デカンショバンド

## 友好提携校
- 秋田県立大館鳳鳴高等学校 - 校名に同じ「鳳鳴」の語を使用していることから提携が結ばれた。
- 秋田県立大館鳳鳴高等学校が2011年の第83回選抜高等学校野球大会に出場した際、同校は東北地方太平洋沖地震の被災地にあり応援団を送ることが困難であったため、友好提携校として同校が大館鳳鳴高等学校の「友情応援」を行った[1][2][3][4]

## 著名な出身者
元軍人
- 本郷房太郎 - 旧篠山藩士、藩校「振徳堂」出身、陸軍大将
- 本庄繁 - 陸軍大将、関東軍司令官、侍従武官長
- 安藤紀三郎 - 陸軍中将、内務大臣、大政翼賛会副総裁
- 河本大作 - 陸軍大佐、満鉄理事
- 磯谷廉介 - 陸軍中将、香港総督
- 樋口季一郎 - 陸軍中将
- 小林浅三郎 - 陸軍中将
- 笠井智一 - 海軍軍人、海軍上等飛行兵曹

マスコミ・報道関係
- 上野理一 - 藩校「振徳堂」出身、朝日新聞創始者・同初代社主
- 村山康文 (中退）- フォトジャーナリスト
- 梶原誠 - KBS京都アナウンサー

学術・学界
- 山崎甚五郎 - 元京都帝国大学講師、独、英、米留学、元米沢高等工業学校教授、元山梨高等工業学校初代校長、理学博士、化学者
- 佐野保太郎 - 文部省入省、元旧制山形高等学校校長、元旧制高知高等学校校長、国文学者[5]
- 河合雅雄 - 京都大学名誉教授、元同霊長類研究所所長、理学博士、児童文学作家
- 北村昌美 - 元山形大学農学部教授、同名誉教授、農学博士、林学者
- 河合隼雄 - 京都大学名誉教授、元文化庁長官、教育学博士、心理学者
- 渡瀬昌忠 - 元大東文化大学教授、元実践女子大学教授、講談社取締役、文学博士、国文学者
- 北尾倫彦 - 元大阪教育大学教授、同名誉教授、元京都女子大学教授、文学博士、教育心理学者
- 佐貫浩 - 元法政大学文学部教授、元同キャリアデザイン学部教授、同名誉教授、教育行政学者
- 醍醐聰 - 元東京大学経済学部教授、同名誉教授、経済学博士、会計学者
- 伊熊泰郎 - 元神奈川工科大学工学部教授
- 河原長美 - 元岡山大学環境生命科学研究科教授
- 中西健治 - 元立命館大学教授
- 林和利 - 元名古屋女子大学文学部教授
- 細見正明 - 元東京農工大学工学部教授、同名誉教授、工学博士、環境学者
- 細見和之 - 元大阪府立大学教授、京都大学大学院人間・環境学研究科教授

実業界・財界
- 西尾昭 - 元多紀酒造（有）代表取締役社長、元鳳鳴酒造（株）相談役、丹波篠山市青年会議所初代理事長
- 小山禎彦 - 元ロッテ商品企画室長、元韓国ロッテ常務理事[6][7]
- 長島徹 - 元帝人社長、元経済同友会副代表幹事、元日本化学繊維協会会長、イオン報酬委員会議長
- 酒井淳 - 阪急交通社代表取締役社長[8]
- 畑佳秀 - 元日本ハム代表取締役社長、元北海道日本ハムファイターズオーナー

官界
- 堀内謙介 - 元外務省外務次官、元駐米大使、元駐中国大使
- 大前忠 - 元大蔵省官僚、元財務省官僚、元東京税関長
- 室谷正裕 - 元運輸省官僚、元国土交通省官僚、元運輸安全委員会事務局長
- 山脇良雄 - 元科学技術庁官僚、元北海道大学教授、文部科学省官僚、文部科学審議官

政界・法曹界
- 法貴発 - 旧篠山藩士、藩校「振徳堂」出身、元兵庫県会議員、元衆議院議員、自由民権運動家
- 田昌 - 元大蔵次官(1924-)、元衆議院議員
- 梶原清 - 元運輸省官僚、元自動車局長、元参議院議員、元（株）日本自動車ターミナル代表取締役社長
- 酒井隆明 - 元兵庫県会議員、丹波篠山市長、弁護士

国際関係
- 大安喜一 - 文部省入省、ユネスコ・バンコク事務所派遣、同所長代行、ユネスコ・アジア文化センター教育協力部長[9]

スポーツ界
- 押田令三 - 元プロ野球選手 (毎日大映オリオンズ)
- 前河洋一 - 筑波大学学生時代箱根駅伝出場、国際武道大学体育学部教授、同大学陸上競技部元監督、同元部長[10][11]

観光・文化・芸術・芸能界
- 藤井嵪堂 - 京都円山四条派日本画家京都円山四条派画家林文搪の門下生
- 酒井弘 - 元東京芸術大学音楽学部教授、同名誉教授、テノール歌手
- 高見堅志郎 - 元武蔵野美術大学助教授、同短期大学部教授、美術評論家
- 吉田カツ（吉田勝彦）- フリーランス・イラストレーター
- 西垣吉春 - 映画監督、京都文化村代表、映画「森の学校」
- 桂文珍 - 落語家、タレント、上方落語協会顧問
- 旭堂南左衛門 - 講談師
- 西岡茂樹 - 大阪大学混成合唱団、日本合唱指揮者協会会員、奈良産業大学情報学部教授、合唱指揮者
- 畑儀文 - 元武庫川女子大学音楽学部教授、テノール歌手、合唱指揮者
- 円増亮介 - 丹波篠山百景館オンラインショップ代表取締役、丹波篠山観光協会会長[12]
- 水月陵 -  シンガーソングライター、ゲーム音楽作曲家
- 前川多仁 - ろうけつ染め作家[13]
- 森田まりこ - お笑いタレント、吉本新喜劇の劇団員
- 千紗 - 音楽ユニット「GIRL NEXT DOOR」の元ボーカリスト

## 元教職員
- 渡辺弗措 - 篠山中年学舎教授、多紀郡立篠山中学校訓導
- 市瀬禎太郎 - 初代鳳鳴義塾塾長

## アクセス
- 西日本旅客鉄道（JR西日本）福知山線 篠山口駅西口よりバスで「城北口」バス停下車、北へ徒歩10分

- 篠山口駅東口より篠山鳳鳴高校行バスで「篠山鳳鳴高校前」バス停下車（休校日を除く平日に駅発が朝一便、駅行が篠山営業所始発で夕方一便走るのみ）